# 苏大春
苏大春（1934年3月—），河北保定人，北京大学物理系1953级本科生，山西大学物理电子工程学院退休教授。他曾担任山西大学物理系主任。1993年10月起享受国务院政府特殊津贴。

## 生平
1988年出版的《中国普通高等学校教授人名录》记载苏大春1957年从北京大学毕业。北京大学物理学系出版的《北大物理九十年》附录学生名录中，只记载苏大春在1953年进入北京大学物理系物理专业本科就读，1957年毕业生名单中并没有苏大春。
毕业后，苏大春进入山西大学工作，他主要从事量子光学的教学与科研。1984年11月至1991年12月，苏大春担任山西大学物理系主任。:5411985年，山西省科技情报研究所朱诗尧与山西大学苏大春的《共上能级三能级原子系统中双模激光器的运转》被山西省科协评为“具有国际水平的一等论文”。这篇论文即1982年发表在《物理评论A》上的，《中国普通高等学校教授人名录》将这篇论文作为苏大春的代表作。1985年至1986年，苏大春赴美国留学。1993年10月，作为高级专家，苏大春开始享受国务院政府特殊津贴。:587
1984年，科学出版社出版了比约肯、德雷尔原著、纪哲锐、苏大春翻译的《相对论量子力学》。1996年，彭堃墀主持，谢常德、苏大春、陈昌民、黄茂全参加的“地方综合大学培养理工科高层次人才的有效途径”获山西省教学成果一等奖。2005年，周富国主持，梁九卿、董有尔、苏大春、陈昌民参与的“地方大学优势专业建设国家理科基础科学人才培养基地的实践”获国家级教学成果二等奖。
苏大春还在中国物理学会担任第六届、第七届理事会物理教学委员会委员。